# Stigmatized
Stigmatized ist eine deutsche Thrash- und Death-Metal-Band aus Zell, Rheinland-Pfalz, die im Jahr 1995 gegründet wurde.

## Geschichte
Die Band wurde im Jahr 1995 gegründet und bestand aus dem Sänger Volker Damrau, dem Schlagzeuger Christian Krämer, dem Gitarristen Wolli Ternes, dem Bassisten Thorsten Schneiders und dem Gitarristen Ralf Strzalka. Es folgte ein erstes Demo und die ersten Auftritte, bevor sich ein Jahr später ein zweites Demo anschloss. 1999 erschien mit Mind Control ein drittes Demo, ehe im Jahr 2002 Gitarrist Ternes die Band wieder verließ und im Juni Oliver Marmann als Ersatz zur Besetzung kam. Daraufhin nahm die Gruppe ein weiteres Demo auf, das die Band an verschiedene Labels und Magazine schickte, jedoch konnte sie keinen Vertrag erreichen. Zudem hielt die Band Auftritte zusammen mit Vader, Darkest Hour, Rotting Christ und Obscenity. Sie begann danach die Arbeiten zu ihrem Debütalbum, während derer Sänger Damrau Reactor verließ und durch Michael Lay ersetzt wurde. Nachdem die Band einen Vertrag bei Yonah Records unterzeichnet hatte, erschien hierüber Anfang Juli 2006 das Album Live in Despair. Im selben Jahr erschien zudem die DVD Live in Arnsberg im Eigenvertrieb. Gegen Ende des Jahres 2007 spielte die Band in München zusammen mit Six Feet Under, Nile, Finntroll und Belphegor. Über Remission Records schloss sich 2008 das zweite Album Becoming Unique an. Ende März 2010 folgte das dritte Album Whispers of the Dead. Das Album wurde von Jörg Uken im Soundlodge Studio aufgenommen. Gitarrist Ralf Strzalka spielt auch bei Horrizon.

## Stil
Die Band spielte anfangs klassischen, US-amerikanischen Death Metal. Auf dem Demo Mind Control kamen zudem noch gelegentlich Thrash-Metal-Einflüsse hinzu. Die Band orientierte sich hierbei am Stil der 1990er Jahre. Sänger Damrau, wie auch sein Nachfolger Lay klingen dabei wie eine Mischung aus Chris Barnes und John Tardy. Live in Despair erinnert stark an das Album Human von Death, was vor allem durch Sänger Lay, der auf Live in Despair stark nach Chuck Schuldiner klingt, bewirkt wird. Auf Becoming Unique spielte die Band ebenfalls klassischen Death Metal, vergleichbar mit den Werken von Pestilence und Death. Die Band erinnert zudem auf dem Album gelegentlich an Bolt Thrower, Obituary und Exodus. Auf Whispers of the Dead spielte die Band Thrash Metal, wobei vor allem der Gesang an Tom Araya von Slayer erinnerte.

## Diskografie
- 1995: Demo (Demo, Eigenveröffentlichung)
- 1996: Demo 96 (Demo, Eigenveröffentlichung)
- 1999: Mind Control (Demo, Eigenveröffentlichung)
- 2004: Stigmatized (Demo, Eigenveröffentlichung)
- 2006: Live in Despair (Album, Yonah Records)
- 2006: Live in Arnsberg (DVD, Eigenveröffentlichung)
- 2008: Becoming Unique (Album, Remission Records)
- 2010: Whispers of the Dead (Album, Yonah Records)